# Mistrzostwa Polski w Szermierce 2016
Mistrzostwa Polski w Szermierce 2016 – 87. edycja indywidualnie i 76. edycja drużynowych Mistrzostw Polski odbyła się w dniach 14-15 maja w Gliwicach (szpada), 20-21 maja w Warszawie (szabla), 28-29 maja w Warszawie (floret)

## Klasyfikacja medalowa
| Msc  | Klub                    | złoto | srebro | brąz | Razem |
| ---- | ----------------------- | ----- | ------ | ---- | ----- |
| 1.   | AZS AWF Katowice        | 3     | 0      | 0    | 3     |
| 2.   | Sietom AZS AWFiS Gdańsk | 2     | 1      | 4    | 7     |
| 3.=  | O.Ś. AZS Poznań         | 2     | 1      | 1    | 4     |
| 3.=  | AZS AWF Kraków          | 2     | 1      | 1    | 4     |
| 5.   | KU AZS-UAM Poznań       | 2     | 1      | 0    | 3     |
| 6.   | AZS AWF Warszawa        | 1     | 3      | 1    | 5     |
| 7.   | Piast Gliwice           | 0     | 1      | 2    | 3     |
| 8.=  | Budowlani Toruń         | 0     | 1      | 1    | 2     |
| 8.=  | MUKS Victor Warszawa    | 0     | 1      | 1    | 2     |
| 10.= | KKS Kraków              | 0     | 1      | 0    | 1     |
| 10.= | Wrocławianie            | 0     | 1      | 0    | 1     |
| 12.  | KS Szpada Wrocław       | 0     | 0      | 2    | 2     |
| 13.= | MKS Fortis Sosnowiec    | 0     | 0      | 1    | 1     |
| 13.= | AZS AWF Poznań          | 0     | 0      | 1    | 1     |
| 13.= | TM Sosnowiec            | 0     | 0      | 1    | 1     |
| 13.= | ZKS Sosnowiec           | 0     | 0      | 1    | 1     |
| 13.= | KKSz Konin              | 0     | 0      | 1    | 1     |

## Medaliści

### kobiety
| Konkurencja:            | Złoto:                                                                                         | Srebro:                                                                                       | Brąz:                                                                                         |
| Medalistki indywidualne |                                                                                                |                                                                                               |                                                                                               |
| floret                  | Hanna Łyczbińska (KU AZS-UAM Poznań)                                                           | Marika Chrzanowska (KU AZS-UAM Poznań)                                                        | Marta Łyczbińska (Budowlani Toruń) Małgorzata Wojtkowiak (AZS AWF Poznań)                     |
| szabla                  | Katarzyna Kędziora (O.Ś. AZS Poznań)                                                           | Małgorzata Kozaczuk (AZS AWF Warszawa)                                                        | Bogna Jóźwiak (O.Ś. AZS Poznań) Marta Puda (TM Sosnowiec)                                     |
| szpada                  | Magdalena Piekarska (AZS AWF Warszawa)                                                         | Aleksandra Zamachowska (KKS Kraków)                                                           | Weronika Łuszcz (KS Szpada Wrocław) Małgorzata Stroka (AZS AWF Warszawa)                      |
| Medalistki drużynowe    |                                                                                                |                                                                                               |                                                                                               |
| floret drużynowo        | KS AZS-UAM Poznań Marika Chrzanowska Martyna Długosz Hanna Łyczbińska Maria Vetulani           | Budowlani Toruń Julia Chrzanowska Katarzyna Zając Martyna Jelińska Marta Łyczbińska           | Sietom I AZS AWF Gdańsk Natalia Gołębiowska Monika Paliszewska Zuzanna Sobczak Magdalena Knop |
| szabla drużynowo        | O.Ś. AZS Poznań Katarzyna Kędziora Bogna Jóźwiak Irena Więckowska Michalina Kostrzewa          | AZS AWF Warszawa Małgorzata Kozaczuk Matylda Ostojska Martyna Komisarczyk Patrycja Pałczyńska | ZKS Sosnowiec Karolina Cieślar Karolina Walczak Pamela Warszawska Angelika Wątor              |
| szpada drużynowo        | AZS AWF I Katowice Danuta Dmowska-Andrzejuk Stella Klimek Magdalena Lużyńska Martyna Swatowska | AZS AWF I Warszawa Magdalena Piekarska Ewa Nelip Małgorzata Stroka Kamila Pytka               | KS Szpada Wrocław Weronika Łuszcz Barbara Rutz Barbara Piekarska Oliwia Malowaniec            |

### mężczyźni
| Konkurencja:           | Złoto:                                                                        | Srebro:                                                                                   | Brąz:                                                                                     |
| Medaliści indywidualni |                                                                               |                                                                                           |                                                                                           |
| floret                 | Michał Janda (Sietom AZS AWFiS Gdańsk)                                        | Michał Siess (Sietom AZS AWFiS Gdańsk)                                                    | Radosław Glonek (Sietom AZS AWFiS Gdańsk) Krystian Gryglewski (Sietom AZS AWFiS Gdańsk)   |
| szabla                 | Adam Skrodzki (AZS AWF Katowice)                                              | Mateusz Kneź (O.Ś. AZS Poznań)                                                            | Marcin Koniusz (MKS FORTIS Sosnowiec) Daniel Olejnik (MUKS VICTOR Warszawa)               |
| szpada                 | Radosław Zawrotniak (AZS AWF Kraków)                                          | Karol Kostka (AZS AWF Kraków)                                                             | Marcel Baś (Piast Gliwice) Piotr Maciejczyk (AZS AWF Kraków)                              |
| Medaliści drużynowi    |                                                                               |                                                                                           |                                                                                           |
| floret drużynowo       | Sietom AZS AWF I Gdańsk Radosław Glonek Michał Janda Piotr Janda Michał Siess | Wrocławianie I Andrzej Rządkowski Radosław Pietrusiewicz Leszek Rajski Paweł Szumielewicz | Sietom AZS AWF II Gdańsk Krystian Gryglewski Paweł Osmański Piotr Sobczak Filip Żmijewski |
| szabla drużynowo       | AZS AWF I Katowice Jakub Ociński Marcin Wystel Adam Skrodzki Kamil Kowalewski | MUKS VICTOR Warszawa Cezary Białecki Daniel Olejnik Mikołaj Grzegorek Adam Sęczek         | KKSz Konin Damian Dzwoniarski Jakub Kacprzak Adrian Stanisławski Patryk Pałasz            |
| szpada drużynowo       | AZS AWF Kraków Radosław Zawrotniak Karol Kostka Jan Sobiecki Piotr Maciejczyk | Piast Gliwice I Marcel Baś Damian Michalak Mateusz Nycz Aleksander Staszulonek            | Piast Gliwice II Paweł Krawczyk Sebastian Majgier Dariusz Zieliński Marek Jendryś         |